# 1,4,7-三硫杂环壬烷
1,4,7-三硫杂环壬烷（英語：1,4,7-Trithiacyclononane）也称9-烷-S3（9-ane-S3），是一种硫杂冠醚，化学式为(CH2CH2S)3。这种环状的硫醚常以三齿配体的形式出现，如它可以形成金属硫醚配合物。
它可以和很多金属离子配位，包含硬酸Cu(II)或Fe(III)。
它最初于1977年报道，目前的合成方法主要是通过其金属配合物的配体脱除反应得到：